# 일하면 지는 거라고 생각합니다
일하면 지는 거라고 생각합니다(일본어: 働いたら負けかなと思ってる 하타라이타라 마케카나 토 오못테루[*])는 일본에서 붐을 일으킨 전설의 짤방이다. 일본 방송 후지TV의 정보취재 와이드쇼 토쿠다네!에서 2004년 경 니트에 대해 취재했을 때 나온 발언이다. 프로그램에 출연한 24세의 남성은 일을 왜 안 하냐는 질문에 "귀찮아요. 일하면 지는 거라고 생각합니다."라고 대답했고, 이 충격의 답변은 당시 일본 사회를 뒤흔들었으며 지금도 니트를 상징하는 말로 자리잡게 된다.

## 참고 자료
- 峰俊, 安田. “ニートの名言 「働いたら負けかなと思ってる」 をマジで笑えなくなった“平成の終わり””. 2021년 9월 7일에 확인함. (일본어)